# Zakira Hekmat
Zakira Hekmat (Ghazni, década de 1990) es una doctora afgana y activista por los derechos humanos. Es la fundadora de la Asociación de Solidaridad con los Refugiados Afganos en Turquía que se ocupa de apoyar a los refugiados afganos.

## Biografía
Zakira Hekmat nació en una familia de desplazados internos en la provincia de Ghazni, en el sureste de Afganistán. Completó la escuela secundaria en secreto durante el primer gobierno talibán. Con una beca, pudo ir a Turquía a estudiar y completó su formación médica con un doctorado en la Universidad Erciyes en Kayseri en 2018. Desde entonces trabaja como médica en Kayseri.
Durante sus estudios, Zakira Hekmat trabajó como voluntaria en organizaciones de ayuda a refugiados, donde abogó por los derechos de los grupos de refugiados marginados y el acceso a los servicios. En 2014, fundó la Asociación de Solidaridad con los Refugiados Afganos (ARSA) en Turquía en una oficina de una sola habitación. Como una de las pocas mujeres líderes de una organización comunitaria dirigida por refugiados en Turquía, pidió al gobierno y al público turco que no se olviden de los refugiados y los ayuden, especialmente después de la caída de Kabul en manos de los talibanes en 2021. El proyecto desarrolló un programa educativo entre pares para que los activistas refugiados mejoren sus habilidades y conocimientos y creen una red de apoyo para sus esfuerzos de promoción.
Zakira Hekmat vive exiliada en Turquía.

## Premios
- 2007 Premio Jóvenes Líderes de la Fundación Friedrich Ebert (FES)[5][6]
- 2020 "Constructor de paz del año" por la "Organización HasNa"[5]
- 2021 Premio Angela Burdett-Coutts del Centro de Estudios de Asilo y Migración (IGAM)[5]
- 2022 Premio Mujer del Año de la Asociación SES Igualdad y Solidaridad[5]
- 2023 Premio Internacional a las Mujeres de Coraje[5]